# كيربي جاكسون
كيربي جاكسون (بالإنجليزية: Kirby Jackson) هو لاعب كرة قدم أمريكية أمريكي، ولد في 2 فبراير 1965 في ستورغيس في الولايات المتحدة.

## وصلات خارجية
- كيربي جاكسون على موقع مرجع كرة القدم المحترفة.كوم (الإنجليزية)